# Sífutás az 1952. évi téli olimpiai játékokon
Az 1952. évi téli olimpiai játékokon a sífutás versenyszámait Oslóban rendezték február 18. és 23. között. Új versenyszámként a női 10 km-es versenyszám került a programba.

## Részt vevő nemzetek
A versenyeken 19 nemzet 138 sportolója vett részt.
- Ausztrália
- Ausztria
- Bulgária
- Csehszlovákia
- Egyesült Államok
- Finnország
- Franciaország
- Izland
- Japán
- Jugoszlávia
- Kanada
- Lengyelország
- Magyarország
- Németország
- Norvégia
- Olaszország
- Románia
- Svájc
- Svédország

## Éremtáblázat
(A rendező nemzet csapata eltérő háttérszínnel, az egyes számoszlopok legmagasabb értéke, vagy értékei vastagítással kiemelve.)
| Az 1952. évi téli olimpiai játékok éremtáblázata sífutásban | Az 1952. évi téli olimpiai játékok éremtáblázata sífutásban | Az 1952. évi téli olimpiai játékok éremtáblázata sífutásban | Az 1952. évi téli olimpiai játékok éremtáblázata sífutásban | Az 1952. évi téli olimpiai játékok éremtáblázata sífutásban | Olimpia  |
| ----------------------------------------------------------- | ----------------------------------------------------------- | ----------------------------------------------------------- | ----------------------------------------------------------- | ----------------------------------------------------------- | -------- |
|                                                             | Ország                                                      | Arany                                                       | Ezüst                                                       | Bronz                                                       | Összesen |
| 1.                                                          | Finnország (FIN)                                            | 3                                                           | 3                                                           | 2                                                           | 8        |
| 2.                                                          | Norvégia (NOR)                                              | 1                                                           | 1                                                           | 1                                                           | 3        |
|                                                             |                                                             |                                                             |                                                             |                                                             |          |
| 3.                                                          | Svédország (SWE)                                            | 0                                                           | 0                                                           | 1                                                           | 1        |
|                                                             |                                                             |                                                             |                                                             |                                                             |          |
| Összesen                                                    | Összesen                                                    | 4                                                           | 4                                                           | 4                                                           | 12       |

## Érmesek

### Férfi
| Az 1952. évi téli olimpiai játékok érmesei férfi sífutásban |                                                                               |         |                                                                                        |         |                                                                                     |         |
| Versenyszám                                                 | Arany                                                                         | Arany   | Ezüst                                                                                  | Ezüst   | Bronz                                                                               | Bronz   |
| 18 km                                                       | Hallgeir Brenden · Norvégia (NOR)                                             | 1:01:34 | Tapio Mäkelä · Finnország (FIN)                                                        | 1:02:09 | Paavo Lonkila · Finnország (FIN)                                                    | 1:02:20 |
| 50 km                                                       | Veikko Hakulinen · Finnország (FIN)                                           | 3:33:33 | Eero Kolehmainen · Finnország (FIN)                                                    | 3:38:11 | Magnar Estenstad · Norvégia (NOR)                                                   | 3:38:28 |
| 4 × 10 km, váltó                                            | Finnország (FIN) · Heikki Hasu · Paavo Lonkila · Urpo Korhonen · Tapio Mäkelä | 2:20:16 | Norvégia (NOR) · Magnar Estenstad · Mikal Kirkholt · Martin Stokken · Hallgeir Brenden | 2:23:13 | Svédország (SWE) · Nils Täpp · Sigurd Andersson · Enar Josefsson · Martin Lundström | 2:24:13 |

### Női
| Az 1952. évi téli olimpiai játékok érmesei női sífutásban |                                  |       |                                    |       |                                   |       |
| Versenyszám                                               | Arany                            | Arany | Ezüst                              | Ezüst | Bronz                             | Bronz |
| 10 km                                                     | Lydia Wideman · Finnország (FIN) | 41:40 | Mirja Hietamies · Finnország (FIN) | 42:39 | Siiri Rantanen · Finnország (FIN) | 42:50 |